# Роулет (Тексас)
Роулет (енгл. Rowlett) град је у америчкој савезној држави Тексас. По попису становништва из 2010. у њему је живело 56.199 становника.

## Демографија
Према попису становништва из 2010. у граду је живело 56.199 становника, што је 11.696 (26,3%) становника више него 2000. године.
| Група             | 2000.          | 2010.          |
| Белци             | 34.417 (77,3%) | 34.556 (61,5%) |
| Афроамериканци    | 4.010 (9,0%)   | 7.522 (13,4%)  |
| Азијати           | 1.481 (3,3%)   | 3.698 (6,6%)   |
| Хиспаноамериканци | 3.899 (8,8%)   | 9.285 (16,5%)  |
| Укупно            | 44.503         | 56.199         |